# Amalia von Königsmarck
Amalia Wilhelmina Königsmarck, detta Emilie (Stade, 20 agosto 1663 – Övedskloster, 30 gennaio 1740), è stata una nobile, pittrice, attrice teatrale e poetessa svedese.

## Biografia
Nacque a Stade, figlia del conte Kurt Christoph von Königsmarck (1634-1673) e della contessa Maria Christina von Wrangel, sorella di Philip Christoph Königsmarck, Aurora von Königsmarck e Carl Johan Königsmarck, e nipote paterna di Otto Wilhelm von Königsmarck. Sposò il conte Carl Gustaf Lewenhaupt (1662-1703) alla presenza della famiglia reale il 5 gennaio 1689, e divenne la madre di Charles Emil Lewenhaupt.
Amalia Königsmarck apparteneva alla corte reale dilettante tra gli studenti di Ehrenstrahl. I suoi dipinti conosciuti includono un autoritratto del 1688, un ritratto di sua sorella Aurora, un ritratto della nobile Katarina Ebba Horn del 1698 e un ritratto di Sophia Dorothea di Hannover. Ha partecipato al teatro amatoriale della corte reale incoraggiato dalla regina, Ulrika Eleonora di Danimarca. Nell'inverno del 1683-84, un gruppo di cortigiane eseguì la prima svedese di Iphigénie da Racine a corte. Nella commedia, Johanna Eleonora De la Gardie recita nella parte di Ifigenia, Amalia Königsmarck nella parte di Achille, Aurora Königsmarck come Clitemnestra, Augusta Wrangel come Agamennone, e Ebba Maria De la Gardie come Erifile. Questo è considerato un evento significativo come la prima rappresentazione eseguita da un cast di sole donne in Svezia, come introduzione al classicismo francese in Svezia. Amalia Königsmarck ha anche scritto poesie. La sua poesia è stata pubblicata da Hanselli nel XIXesimo secolo.
Nel 1695, convinse il suo sposo ad arruolarsi al servizio di Augusto II il Forte, che a quel tempo era l'amante di sua sorella Aurora. A causa di ciò, il marito fu condannato a confisca di proprietà e morte in sua assenza da Carlo XII di Svezia nel 1703 durante la Grande guerra del Nord. Lo stesso anno sua moglie morì nel loro esilio ad Amburgo, in Germania. Amalia Königsmarck tornò in Svezia nel 1722. Al suo ritorno in Svezia, portò con sé la famosa Höffern. Morì a Övedskloster nel 1740.

## Ascendenza
|                                                                             |                                                               |                                                          | Genitori                                          |  |  | Nonni |  |  | Bisnonni                                   |  |  | Trisnonni                 |  |
|                                                                             |                                                               |                                                          |                                                   |  |  |       |  |  | Konrad von Königsmarck, signore di Kötzlin |  |  | Christoph von Königsmarck |  |
|                                                                             |                                                               |                                                          |                                                   |  |  |       |  |  | Konrad von Königsmarck, signore di Kötzlin |  |  | Christoph von Königsmarck |  |
|                                                                             |                                                               | Dorothea von Buelow                                      |                                                   |  |  |       |  |  | Konrad von Königsmarck, signore di Kötzlin |  |  |                           |  |
| Hans Christoph von Königsmarck, I conte di Vestervik och Stegeholm          |                                                               |                                                          |                                                   |  |  |       |  |  | Konrad von Königsmarck, signore di Kötzlin |  |  |                           |  |
|                                                                             |                                                               | Beate Elisabeth von Blumenthal                           | Johann von Blumenthal                             |  |  |       |  |  |                                            |  |  |                           |  |
|                                                                             |                                                               | Beate Elisabeth von Blumenthal                           | Johann von Blumenthal                             |  |  |       |  |  |                                            |  |  |                           |  |
|                                                                             |                                                               | Beate Elisabeth von Blumenthal                           | Ursula von Sparr                                  |  |  |       |  |  |                                            |  |  |                           |  |
| Conrad Christopher von Königsmarck, II conte di Vestervik och Stegeholm     |                                                               | Beate Elisabeth von Blumenthal                           |                                                   |  |  |       |  |  |                                            |  |  |                           |  |
|                                                                             |                                                               | Christoph von Lehsten                                    | Christoph von Lehsten                             |  |  |       |  |  |                                            |  |  |                           |  |
|                                                                             |                                                               | Christoph von Lehsten                                    | Christoph von Lehsten                             |  |  |       |  |  |                                            |  |  |                           |  |
|                                                                             |                                                               | Christoph von Lehsten                                    | Marie von Rieben                                  |  |  |       |  |  |                                            |  |  |                           |  |
| Barbara Maria Agathe von Lehsten                                            |                                                               | Christoph von Lehsten                                    |                                                   |  |  |       |  |  |                                            |  |  |                           |  |
|                                                                             |                                                               | Anna Elisabeth von Seelen                                | Tobias von Seelen                                 |  |  |       |  |  |                                            |  |  |                           |  |
|                                                                             |                                                               | Anna Elisabeth von Seelen                                | Tobias von Seelen                                 |  |  |       |  |  |                                            |  |  |                           |  |
|                                                                             |                                                               | Anna Elisabeth von Seelen                                | Agathe von Rochow                                 |  |  |       |  |  |                                            |  |  |                           |  |
| contessa Amalie von Königsmarck                                             |                                                               | Anna Elisabeth von Seelen                                |                                                   |  |  |       |  |  |                                            |  |  |                           |  |
|                                                                             | Hannes von Wrangel, signore di Rannamoisa, Valkla e Elistvere | Hermanni von Wrangel, signore di Toolse and Elistvere    |                                                   |  |  |       |  |  |                                            |  |  |                           |  |
|                                                                             | Hannes von Wrangel, signore di Rannamoisa, Valkla e Elistvere | Hermanni von Wrangel, signore di Toolse and Elistvere    |                                                   |  |  |       |  |  |                                            |  |  |                           |  |
|                                                                             | Hannes von Wrangel, signore di Rannamoisa, Valkla e Elistvere | Adelheid Üksküla                                         |                                                   |  |  |       |  |  |                                            |  |  |                           |  |
| Hermanni Hannunpoika von Wrangel, signore di Sko, Patsu, Valkla e Pöltsamaa | Hannes von Wrangel, signore di Rannamoisa, Valkla e Elistvere |                                                          |                                                   |  |  |       |  |  |                                            |  |  |                           |  |
|                                                                             |                                                               | Barbara von Anrep                                        | Hermann von Anrep, signore di Ingliste            |  |  |       |  |  |                                            |  |  |                           |  |
|                                                                             |                                                               | Barbara von Anrep                                        | Hermann von Anrep, signore di Ingliste            |  |  |       |  |  |                                            |  |  |                           |  |
|                                                                             |                                                               | Barbara von Anrep                                        | Maret Rosen                                       |  |  |       |  |  |                                            |  |  |                           |  |
| Maria Christiane von Wrangel, baronessa di Lindeberg                        |                                                               | Barbara von Anrep                                        |                                                   |  |  |       |  |  |                                            |  |  |                           |  |
|                                                                             |                                                               | Johann VII, I conte di Nassau-Siegen                     | Johann VI, X conte di Nassau-Dillenburg           |  |  |       |  |  |                                            |  |  |                           |  |
|                                                                             |                                                               | Johann VII, I conte di Nassau-Siegen                     | Johann VI, X conte di Nassau-Dillenburg           |  |  |       |  |  |                                            |  |  |                           |  |
|                                                                             |                                                               | Johann VII, I conte di Nassau-Siegen                     | langravia Elisabeth von Leuchtenberg              |  |  |       |  |  |                                            |  |  |                           |  |
| contessa Amalia Magdalena von Nassau-Siegen                                 |                                                               | Johann VII, I conte di Nassau-Siegen                     |                                                   |  |  |       |  |  |                                            |  |  |                           |  |
|                                                                             |                                                               | principessa Margaretha von Schleswig-Holstein-Sonderburg | Johannes, I duca di Schleswig-Holstein-Sonderburg |  |  |       |  |  |                                            |  |  |                           |  |
|                                                                             |                                                               | principessa Margaretha von Schleswig-Holstein-Sonderburg | Johannes, I duca di Schleswig-Holstein-Sonderburg |  |  |       |  |  |                                            |  |  |                           |  |
|                                                                             |                                                               | principessa Margaretha von Schleswig-Holstein-Sonderburg | principessa Lisbeth von Braunschweig-Grubenhagen  |  |  |       |  |  |                                            |  |  |                           |  |
|                                                                             |                                                               | principessa Margaretha von Schleswig-Holstein-Sonderburg |                                                   |  |  |       |  |  |                                            |  |  |                           |  |